# Jerzy Kaczorowski
Jerzy Sławomir Kaczorowski (ur. 18 października 1957 w Poznaniu) – polski matematyk, profesor nauk matematycznych. Specjalizuje się w analitycznej i algebraicznej teorii liczb. Nauczyciel akademicki Uniwersytetu im. Adama Mickiewicza w Poznaniu.

## Życiorys
Studia z matematyki ukończył na UAM w 1979, gdzie następnie został zatrudniony i zdobywał kolejne awanse akademickie. Doktoryzował się w zakresie teorii liczb w 1983, a habilitował trzy lata później, w 1986. W latach 1987–1989 był stypendystą Fundacji Alexandra von Humboldta. Tytuł naukowy profesora nauk matematycznych otrzymał w 1996. 
Pracuje jako profesor zwyczajny i kierownik (od 1996) w Zakładzie Algebry i Teorii Liczb Wydziału Matematyki i Informatyki UAM. W latach 1993–1999 był prodziekanem do spraw naukowych oraz kierownikiem Studium Doktoranckiego. W latach 1996–2002 kierował na wydziale Pracownią Kryptologii. Prowadzi zajęcia m.in. z algebry liniowej, algebry abstrakcyjnej oraz teorii liczb. 
W kadencjach 2012-2016 oraz 2016-2020 był dziekanem Wydziału Matematyki i Informatyki UAM.
W 2004 r. został członkiem korespondentem, a w 2016 r. członkiem rzeczywistym PAN. W 2018 wybrany na wiceprezesa, a w 2024 na prezesa Oddziału Poznańskiego PAN. W 2019 roku wybrany na członka korespondenta, a w 2023 na członka czynnego Polskiej Akademii Umiejętności (Wydział III PAU Nauk Ścisłych i Technicznych).
Jest członkiem rady naukowej Instytutu Matematycznego PAN w Warszawie (od 1997; od 2008 zatrudniony tam jako profesor), Międzynarodowego Centrum Matematycznego im. Stefana Banacha (2003-2009). Był też członkiem Centralnej Komisji do Spraw Stopni i Tytułów (2004-2012). Od 2004 roku jest członkiem, a od 2020 przewodniczącym Komitetu Matematyki PAN. Zasiada także w radzie Poznańskiej Fundacji Matematycznej.
Jest członkiem szeregu redakcji czasopism naukowych: „Acta Arithmetica” (redaktor naczelny), „Functiones et Approximatio” (redaktor naczelny), „Colloquium Mathematicum”, rocznika „Commentationes Mathematicae", „Bulletin of the Polish Academy of Sciences – Mathematics” oraz „Banach Center Publications” (do 2009 roku). 
Należy do Polskiego Towarzystwa Matematycznego, Amerykańskiego Towarzystwa Matematycznego oraz Europejskiego Towarzystwa Matematycznego.

## Publikacje
Do jego najważniejszych prac należą m.in.:
- Boundary Values of Dirichlet Series and the Distribution of Primes, „Proceedings of European Congress of Mathematics, Progress in Mathematics”, 168, 1998
- Jerzy Kaczorowski, Alberto Perelli, On the structure of the Selberg class, I: 0≤d≤1, „Acta Mathematica”, 182 (2), 1999, s. 207–241, DOI: 10.1007/BF02392574 [dostęp 2021-10-08] (ang.).
- Jerzy Kaczorowski, Alberto Perelli, On the structure of the Selberg class, VII: 1, „Annals of Mathematics”, 173 (3), 2011, s. 1397–1441, DOI: 10.4007/annals.2011.173.3.4, JSTOR: 23030377 [dostęp 2021-10-08] (ang.).

## Wyróżnienia
Był wielokrotnie wyróżniany m.in. Nagrodą Prezesa Rady Ministrów (2001), Medalem Sierpińskiego (2012) oraz nagrodami ministerialnymi.